# Miernik trwałego dobrobytu ekonomicznego
Wskaźnik ekologicznych bogactw naturalnych Daly’ego i Cobba, nazywany też miernikiem trwałego dobrobytu ekonomicznego (ang. index of sustainable economic welfare, ISEW) – niepieniężna miara dobrobytu społecznego, która uwzględnia zarówno gospodarowanie zasobami mineralnymi jak i międzygeneracyjną sprawiedliwość społeczną. Przy jej ustalaniu bierze się pod uwagę: średnie spożycie, podział dóbr i degradację środowiska.

## Obliczanie ISEW
- Od konsumpcji indywidualnej wyrażonej współczynnikiem nierówności społecznej, będącej podstawą do obliczeń ISEW odejmuje się:
  - koszty związane z zanieczyszczeniem środowiska
  - zużycie zasobów nieodnawialnych
  - straty gospodarstw rolnych na skutek erozji i urbanizacji
  - straty na terenach nawadnianych
  - koszty zanieczyszczenia powietrza
  - tzw. długoterminowe szkody ekologiczne (np. globalne ocieplenie, zanikanie warstwy ozonowej)
  - wydatki ochronne związane ze zdrowiem i edukacją, reklamą, dojazdami, urbanizacją i wypadkami drogowymi

- Dodaje się natomiast:
  - wartość usług z pracy w gospodarstwie domowym
  - wartość usług z dóbr konsumpcyjnych trwałego użytku
  - wartość usług z dróg i autostrad
  - konsumpcję związaną z edukacją i służbą zdrowia
  - wzrost kapitału netto
  - bilans inwestycji za granicą i zagranicznych w kraju

Jest to  miernik oparty na wskaźnikach naturalnych i dlatego nie może uwzględniać takich elementów dobrobytu jak np. oszczędności ludności, gdyż są one oparte na miernikach pieniężnych.